# Festuca primae
Festuca primae är en gräsart som beskrevs av Evgenii Borisovich Alexeev. Festuca primae ingår i släktet svinglar, och familjen gräs. Inga underarter finns listade i Catalogue of Life.